# Taarlo
Taarlo (53° 02′ N, 6° 38′ L) é uma cidade dos Países Baixos, na província de Drente. Taarlo pertence ao município de Tynaarlo, e está situada a 5 km a nordeste de Assen.
A área estatística de Taarlo, que também inclui a zona rural circundante, possuía uma população estimada em 120 habitantes em 2005.